# Claes Andersson
Claes-Johan Rudolf Andersson, född 30 maj 1937 i Helsingfors, död 24 juli 2019 i samma stad, var en finlandssvensk författare, översättare, psykiatriker och politiker.
Claes Andersson var utbildad specialistläkare inom psykiatri. Sin författarbana inledde han 1962 med diktsamlingen Ventil. Sammanlagt omfattar hans produktion ett tjugotal diktsamlingar samt sju prosaverk. Han erhöll ett flertal litterära pris för sin poesi, bland annat Stig Sjödinpriset 2002. Han var dessutom känd som en skicklig jazzpianist och gjorde flera skivinspelningar. I unga år spelade han fotboll på mästerskapsnivå i Finland.
Dessutom gjorde Claes Andersson karriär i finländsk politik som riksdagsledamot 1987–1999 och igen 2007–2008 samt som Vänsterförbundets ordförande 1990–1998. Han var Finlands kulturminister 1995–1998. Han var partiets kandidat i presidentvalet 1994 och erhöll då 3,8 procent av rösterna. År 2008 lämnade Andersson riksdagen av hälsoskäl.

### Prosa
- 1972 – Bakom bilderna (Aldus/Bonnier)
- 1976 – Den fagraste vår (Bonnier)
- 1983 – En mänska börjar likna sin själ: roman (Alba)
- 2000 – Mina tolv politiska år: fragment, minnesbilder, drömmar (Bonnier)
- 2006 – Har du sett öknen blomma?: om skrivandets lust och vånda (Söderström)
- 2009 – Varje slag mitt hjärta slår: anteckningar från mitt liv (Söderström)
- 2011 – Ottos liv: en samtidsroman (Bonnier)
- 2016 – Stilla dagar i Mejlans (Förlaget)
- 2019 – Busholmen nästa (Förlaget)

### Poesi
- 1962 – Ventil
- 1964 – Som om ingenting hänt
- 1965 – Staden heter Helsingfors
- 1967 – Samhället vi dör i
- 1969 – Det är inte lätt att vara villaägare i dessa tider
- 1970 – Bli, tillsammans
- 1974 – Rumskamrater
- 1976 – Jag har mött dem: dikter 1962–1974
- 1977 – Genom sprickorna i vårt ansikte
- 1979 – Trädens sånger
- 1981 – Tillkortakommanden
- 1984 – Under
- 1987 – Det som blev ord i mig: dikter 1962–1987
- 1987 – Mina bästa dagar
- 1989 – Som lyser mellan gallren
- 1991 – Huden där den är som tunnast
- 1993 – Dikter från havets botten
- 1996 – En lycklig mänska
- 2002 – Dessa underbara stränder, förbi glidande
- 2002 – Mörkret regnar stjärnor
- 2004 – Det är kallt, det brinner
- 2005 – Tidens framfart
- 2008 – Lust
- 2010 – Mörkrets klarhet
- 2013 – Hjärtats rum: valda dikter 1962–2012
- 2015 – En morgon vid havet – inandning, utandning
- 2018 – Det underjordiska utsiktstornet (Förlaget)

### Översättningar
- 1969 – Pentti Saarikoski: Jag går där jag går [även översättningar av andra]
- 1978 – Elvi Sinervo: Diktarmoran och andra dikter (Ordfront)
- 1979 – Pentti Saaritsa: Hjärtat, mitt viktigaste slagvapen: dikter (Rabén & Sjögren)
- 1986 – Paavo Haavikko: Ströva i Helsingfors (Vaella Helsingissä) (Helsingfors stad)

## Priser och utmärkelser
- 1980 – TCO:s kulturpris
- 1986 – Eino Leino-priset
- 1988 – Svenska Akademiens Finlandspris
- 1994 – Tollanderska priset
- 2002 – Stig Sjödinpriset
- 2006 – Gerard Bonniers lyrikpris för Tidens framfart
- 2007 – Bellmanpriset
- 2016 – Aniarapriset
- 2017 – Samfundet De Nios Särskilda pris

## Inspelningar
- Claes Andersson Trio: These Foolish Things – Jazz!  (2002)
- Claes Andersson, Kalevi Seilonen, Erkki Kurenniemi, Otto Donner: Sähkö-shokki-ilta. 2013 Ektro Records ectro-099.
- Claes & Cleo - Live i Sandels (CLEO005). Utgivning 2015 - Claes Andersson & Annika Cleo
- Julia Korkman & Claes Andersson: Kvar i mig. Pilfink records, 2018.